# Un secret sans importance
Un secret sans importance est un roman d'Agnès Desarthe publié le 4 janvier 1996 aux éditions de l'Olivier et ayant obtenu le Prix du Livre Inter la même année.

## Historique
Cet ouvrage est le deuxième roman (hors ses ouvrages jeunesse) d'Agnès Desarthe. « D'abord, j'ai pensé que le sujet serait trop personnel pour intéresser qui que ce soit », mais le livre est un succès, il « pulvérise les statistiques de sa propre maison d'édition, L'Olivier. » Il reçoit en juin 1996 le prix du Livre Inter.

## Résumé
Ce livre raconte l'histoire de plusieurs personnes qui ont des professions variées et sont issues de différents milieux sociaux. Parmi celles-ci les vies de Violette, Sonia, Harriet, Gabriel, Émile et Dan sont présentées. 

## Analyse
L'auteure a choisi le titre Un secret sans importance car dans ce roman chaque personnage cache un ou plusieurs secrets. Par exemple, Dan Jabrowski cache à Emile Hortchak que sa femme Sonia est malade. L'auteure explique ainsi que tout le monde peut avoir des secrets à cacher et si certaines personnes ne leur donnent aucune importance, ce n'est pas le cas pour d'autres.
Pour Olivier Le Naire, du magazine Lire, l'ouvrage est un « enchevêtrement de destins, de saynètes, de petits riens qui sont tout. Disons simplement qu'il y est question de magie, d'amour, d'espérance. »

## Éditions
- Éditions de l'Olivier, 1996  (ISBN 2-87929-074-0)
- Éditions du Seuil, coll. « Points » no 350, 1997  (ISBN 2-02-031559-9)